# Дондук-Даши
Дондук-Даши (ок. 1690 — 21 января 1761) — четвёртый калмыцкий хан (1741 — 1761), младший сын Чакдор-Джаба и внук Аюки.

## Правление

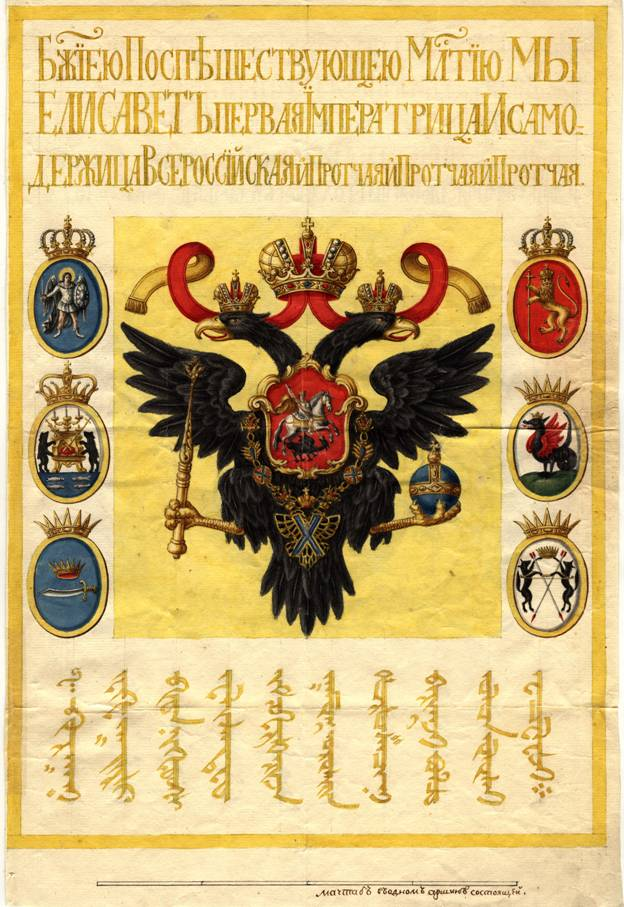
Изображение знамени, которое Императрица Елизавета Петровна пожаловала Дондук-Даши при провозглашении его Ханом Калмыцким. 1757 год

В 1741 году после смерти своего двоюродного брата и соперника, калмыцкого хана Дондук-Омбо, Дондук-Даши был объявлен царским правительством новым наместником Калмыцкого ханства.
В сентябре 1741 года астраханский губернатор В. Н. Татищев провозгласил Дондук-Даши правителем ханства. Дондук-Даши обязался не вступать в сношения с иностранными государствами, не принимать под свою власть крещённых калмыков и дать в аманаты своего первенца Ассарая. В 1744 году десятилетний Ассарай скончался от оспы в Астрахани.
После смерти Дондук-Омбо его вдова Джан, дочь кабардинского князя Кургоко Атажукина, стала добиваться передачи ханского достоинства их старшему сыну Рандуле, однако русское правительство утвердило правителем волжских калмыков двоюродного брата умершего — Дондук-Даши. Это привело к беспорядкам, и Джан с детьми перебралась в Санкт-Петербург. Там они все в 1744 году приняли православную веру и получили фамилию и титул князей Дондуковых.
В 1758 году Дондук-Даши был провозглашён и утверждён царским правительством калмыцким ханом, а его сын Убаши — наследником ханского престола. В правление Дондук-Даши калмыцкие вспомогательные отряды лёгкой конницы участвовали на стороне русской армии в Семилетней войне с Пруссией.
Дондук-Даши не получил ханского титула от Далай-ламы. Однако известно, что в народе сохранялось имя, которым его называли Бальватин-хан.
При Дондук-Даши процессы, начатые при Дондук-Омбо по необходимости нового права; получили логичное завершение в составлении дополнений к законам 1640 года, известных под названием «Тогтол».
В январе 1761 года калмыцкий хан Дондук-Даши скончался. Ему наследовал младший сын Убаши (1761—1771).
После смерти тело хана было кремировано на кургане Чиндерта (в настоящее время курган находится на территории Лаганского района, республики Калмыкия). В начале 1990-х годов на месте кремации хана Дондук-Даши был установлен субурган.